# Georg Hitzler

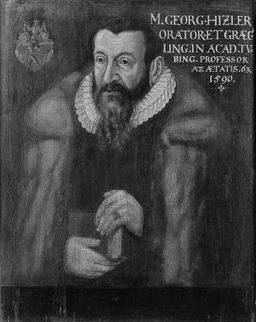
Georg Hitzler auf einem Bild von 1590 in der Tübinger Professorengalerie

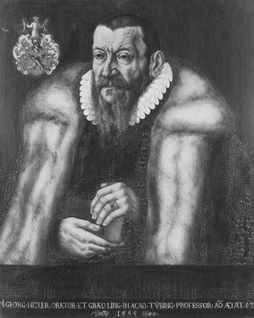
Georg Hitzler auf 1588 von Anton Ramsler gemalten Bild in der Tübinger Professorengalerie

Georg Hitzler oder Georg Hizler (* 18. September 1528 in Giengen an der Brenz; † 22. April 1591 in Tübingen) war ein deutscher Klassischer Philologe und Rhetoriker sowie Professor in Straßburg und Tübingen.

## Leben
Georg Hitzler studierte in Straßburg und Tübingen. Danach war er Professor für Griechisch in Straßburg und ab 1558 Professor der Beredsamkeit und der griechischen Sprache in Tübingen. Zwei sehr ähnliche Porträts von ihm befinden sich in der Tübinger Professorengalerie.
Für den 1566 gestorbenen Leonhart Fuchs hielt Hitzler eine 1604 veröffentlichte Leichenrede.

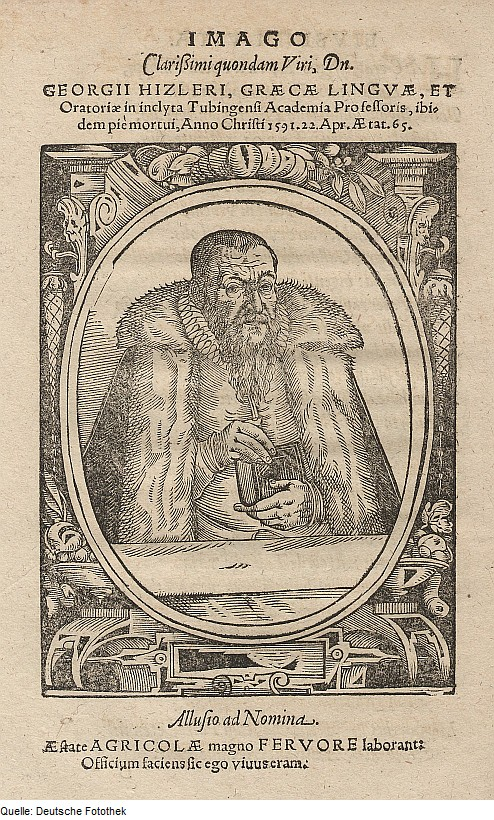
Georg Hitzler in einem Buch von Erhard Cellius